# Cédric Yamberé
Cédric Yamberé (Bordeaux, 3 febbraio 1990) è un calciatore francese naturalizzato centrafricano, difensore del Bordeaux e della nazionale centrafricana.

## Caratteristiche tecniche
È un difensore centrale.

## Palmares

### Club

#### Competizioni nazionali
- Campionato cipriota: 1

APOEL: 2016-2017